# Pavesi TL31
Il Pavesi TL31 fu un trattore d'artiglieria leggero prodotto in Italia nel 1930 ed entrato in servizio in pochi esemplari nel Regio Esercito. Fu offerto anche nella versione civile Pavesi L140.

## Storia
La Fiat, che fin dal 1924 aveva acquisito da La Motomeccanica Brevetti Ing. Pavesi la licenza per la produzione del trattore d'artiglieria Pavesi P4/100 per il Regio Esercito, continuò lo sviluppo di questo trattore. Nel 1930 presentò così un derivato più leggero, sia in versione trattore agricolo civile denominato L140, sia nella versione militare chiamata TL31, dove l'acronimo sta per Trattrice Leggera.
Acquisito in via sperimentale dal Regio Esercito come erede del Pavesi P4/100, equipaggiò tre reggimenti di artiglieria divisionale. La sperimentazione non ebbe seguito e la forza armata optò per il più moderno Fiat-SPA TL37. Nel 1936 tutti gli esemplari di TL31 furono assegnati al Corpo Truppe Volontarie inviato in Spagna a sostegno dei Franchisti e, terminata la guerra civile, furono trasferiti al nuovo esercito spagnolo.

## Tecnica
La struttura del veicolo ricalca quella, a suo tempo rivoluzionaria, del P4, come i due telai indipendenti basculanti e la trasmissione cardanica.
Come nel P4, l'autotelaio è costituito da due telai separati, uno anteriore ed uno posteriore, uniti da un solo longherone tubolare; i due telai possono così ruotare uno rispetto all'altro sul piano trasversale in modo da avere sempre tutte le 4 ruote in trazione, mentre il volante, attivando un pignone sul longherone che ingrana sulle cremagliere delle traverse del telaio, fa ruotare i due telai uno rispetto all'altro sul piano orizzontale, permettendo la sterzata a "volta corretta". Il motore, il cambio a quattro marce ed il primo differenziale sono installati sul telaio anteriore, così come il freno a mano ed a pedale e tutti gli organi di guida; un albero cardanico trasmette il moto dal cambio, sull'assale anteriore, al differenziale sull'assale posteriore. Da ognuno dei due differenziali fuoriescono lateralmente due semiassi, i cui pignoni trasferiscono il moto alla corona dalla ruota tramite una catena a bagno d'olio protetta da un carter in lamiera. Le grandi ruote metalliche a raggi comportano una grande luce da terra di ben 500 mm. Esse presentano sul battistrada due anelli di gomma piena per la marcia su strada, durante la quale le 10 palette metalliche vengono ribaltate sui raggi, mentre sui terreni fangosi e sciolti vengono aperte sul battistrada.
A differenza del P4, nel quale gli assali sono collegati al telaio da molle spirali, nel TL31 si ricorre a più tradizionali balestre. Manca invece il verricello. Il serbatoio del carburante, invece che installato sul cofano, è integrato nel muso tra il cruscotto ed il motore. Quest'ultimo è un Fiat quadricilindrico in linea da 2300 cm³, con alesaggio di 75 mm e corsa di 130 mm, erogante 30 CV. La cabina, a due posti con guida a destra, presenta due finestrini ad apertura laterale. Sul telaio posteriore prendono posto i serventi.